# Бедар, Марк-Андре
Марк-Андре Бедар (фр. Marc-André Bédard; род. 19 февраля 1986, Saint-Gabriel-de-Valcartier, Квебек) — канадский биатлонист, участник этапов Кубка мира в составе сборной Канады, трёхкратный призёр чемпионатов мира по биатлону среди юниоров в эстафете, многократный чемпион Канады.

## Биография
Марк-Андре Бедар родился в 1986 году в канадском городе Сен-Габриэль-де-Валькартье, провинция Квебек. Здесь же он начал заниматься биатлоном. Начиная с 2004 года, Марк-Андре стал регулярно попадать в тройку призёров национального чемпионата. В 2004, 2005 и 2007 годах Бедар становился призёром чемпионата мира среди юниоров в составе эстафетной команды.

## Кубок мира
В сезоне 2008/2009 на этапе в норвежском Тронхейме Бедар дебютировал в Кубке мира. Свои первые очки молодой канадец смог набрать в сезоне 2009/10 на этапе в итальянской Антрсельве, когда Бедар смог стать 20-м в спринтерской гонке. В 2010 году Бедар в составе эстафетной сборной принял участие в зимних Олимпийских играх в Ванкувере и занял в ней высокое 10-е место. В сезоне 2012/2013 Бедар выступил лишь на этапе в немецком Оберхофе, и даже в одной из гонок он смог попасть в очки, заняв 37-е место в гонке преследования.
После окончания сезона 2014/15 завершил спортивную карьеру.

### Результаты выступлений в Кубке мира
| 2013/14 Итоги | 2013/14 Итоги | Эстерсунд | Эстерсунд | Эстерсунд | Эстерсунд | Хохфильцен | Хохфильцен | Хохфильцен | Анси | Анси | Анси | Оберхоф | Оберхоф | Оберхоф | Рупольдинг | Рупольдинг | Рупольдинг | Антхольц | Антхольц | Антхольц | Зимние Олимпийские Игры | Зимние Олимпийские Игры | Зимние Олимпийские Игры | Зимние Олимпийские Игры | Зимние Олимпийские Игры | Зимние Олимпийские Игры | Поклюка | Поклюка | Поклюка | Контиолахти | Контиолахти | Контиолахти | Холменколлен | Холменколлен | Холменколлен |
| Очков         | Место         | См        | Инд       | Спр       | Пр        | Спр        | Эст        | Пр         | Эст  | Спр  | Пр   | Спр     | Пр      | МС      | Эст        | Инд        | Пр         | Спр      | Пр       | Эст      | См                      | Спр                     | Пр                      | Инд                     | Эст                     | МС                      | Спр     | Пр      | МС      | См          | Спр         | Пр          | Спр          | Пр           | МС           |
| 0             | —             | —         | —         | —         | —         | —          | —          | —          | —    | —    | —    | 78      | —       | —       | —          | —          | —          | —        | —        | —        | —                       | —                       | —                       | —                       | —                       | —                       | —       | —       | —       | —           | —           | —           | —            | —            | —            |

| 2012/13 Итоги | 2012/13 Итоги | Эстерсунд | Эстерсунд | Эстерсунд | Эстерсунд | Хохфильцен | Хохфильцен | Хохфильцен | Поклюка | Поклюка | Поклюка | Оберхоф | Оберхоф | Оберхоф | Рупольдинг | Рупольдинг | Рупольдинг | Антхольц | Антхольц | Антхольц | ЧМ Нове-Место | ЧМ Нове-Место | ЧМ Нове-Место | ЧМ Нове-Место | ЧМ Нове-Место | ЧМ Нове-Место | Холменколлен | Холменколлен | Холменколлен | Сочи | Сочи | Сочи | Ханты-Мансийск | Ханты-Мансийск | Ханты-Мансийск |
| Очков         | Место         | См        | Инд       | Спр       | Пр        | Спр        | Пр         | Эст        | Спр     | Пр      | МС      | Эст     | Спр     | Пр      | Эст        | Спр        | МС         | Спр      | Пр       | Эст      | См            | Спр           | Пр            | Инд           | Эст           | МС            | Спр          | Пр           | МС           | Инд  | Спр  | Эст  | Спр            | Пр             | МС             |
| 4             | 95            | —         | —         | —         | —         | —          | —          | —          | —       | —       | —       | 57      | 37      | —       | —          | —          | —          | —        | —        | —        | —             | —             | —             | —             | —             | —             | —            | —            | —            | —    | —    | —    | —              | —              | —              |